# Sybilla livida
Sybilla livida är en skalbaggsart som beskrevs av Germain 1900. Sybilla livida ingår i släktet Sybilla och familjen långhorningar. Inga underarter finns listade i Catalogue of Life.